# Timur Apakidze
Timur Avtandilovič Apakidze (rusky Тимур Автандилович Апакидзе, gruzínsky თემურ აფაქიძე, někdy také přepisováno jako Temur Apakidze; 4. března 1954 Tbilisi – 17. července 2001 Pskovská oblast) byl ruský generálmajor gruzínského původu, stíhací pilot, letecký specialista a zakladatel moderního ruského námořního letectva. Je nositelem titulu Hrdina Ruské federace.

## Život a vzdělání
Timur Apakidze se narodil v gruzínském Tbilisi, ruské matce a gruzínskému otci, který pocházel ze šlechtického rodu Apakidze. Když mu byl jeden rok, matka se s ním přestěhovala do Leningradu, kde vyrůstal a začal chodit do školy. Jakmile dokončil 8. třídu, nastoupil na leningradskou Nachimovovu námořní akademii. V roce 1971, těsně před jejím dokončením, napsal velitel akademie telegram admirálu Sergeji Gorškovovi o Apakidzeho mimořádných schopnostech a vyžádal si jeho návrat k flotile, hned jak Apakidze dokončí leteckou školu. Admirál Gorškov souhlasil a od roku 1971 tak Apakidze začal sloužit v sovětském námořním letectvu. Ve stejném roce se také stal kadetem Vyšší školy vojenského letectva v Jejsku.

## Vojenská služba
V roce 1975 byl Timur Apakidze po vyřazení ze studia na škole EVVAU v Jejsku v hodnosti poručíka přidělen k 846. samostatnému gardovému pluku námořního útočného letectva V. P. Čkalova Baltské flotily. V roce 1983, již s hodností majora, se stal zástupcem velitele pro letecký výcvik. V rámci své funkce zavedl pro piloty výcvik boje zblízka, protože byl přesvědčen o tom, že bojoví piloti by měli být schopni se bránit i beze zbraně, pokud by to situace vyžadovala. V roce 1986 byl Apakidze po dokončení Grečkovovy námořní akademie odeslán do města Nikolajev (Mykolajiv) a jmenován velitelem 100. stíhacího pluku. Studoval techniky pro letecké působení z lodí v Centru námořního letectva. Od konce 80. let do brzkých 90. let byl považován za nejlepšího sovětského, později ruského, stíhacího pilota, přičemž se stal prvním vojenským pilotem, který přistál s letounem Su-27K (Su-33) na palubu letadlové lodi Admirál Kuzněcov dne 26. září 1991. Ještě ten samý den provedl další tři přistání a poté ještě přistání v noci a za nepříznivých povětrnostních podmínek, čímž se prakticky stal zakladatelem moderního ruského námořního letectva. Ještě předtím se však musel katapultovat z jednoho z prvních sériových letounů s kódovým označením T-10K-8 kvůli poruše systému řízení. I když přežil bez zranění, opakovaně uváděl, že se nedokáže smířit se ztrátou letounu a neschopností jej zachránit.
V době rozpadu Sovětského svazu v roce 1991 sloužil jako náčelník výcviku vzdušného boje a taktiky námořního letectva v Saki na Krymském poloostrově. Jelikož věřil, že „přísahu je možné složit jen jednou“, odmítl přísahat věrnost nově vzniklé samostatné Ukrajině a odmítl i nabídku vlády znovuobnovené Gruzínské republiky, aby se stal velitelem gruzínského vojenského letectva. Krátce poté opustil s asi šestnácti piloty svého pluku Krym a přesunul se na letiště v Severomorsku, kam odvezli i plukovní bojové zástavy. V roce 1992 byl jmenován velitelem 279. námořního stíhacího pluku, jediného pluku tohoto druhu v Rusku (letiště Severomorsk-3). Od března 1993 sloužil jako zástupce velitele a od listopadu jako velitel 57. smíšené letecké divize Severní flotily. Dne 17. srpna 1995 získal z rukou prezidenta titul Hrdina Ruské federace a ocenění Zlaté hvězdy za rozvoj programů výcviku a bojového nasazení z paluby letadlové lodi a jeho odvážné a početné zkušební lety s letounem Su-33. Ještě téhož roku odplul jako velitel divize na letadlové lodi Admirál Kuzněcov na bojovou plavbu do Středozemního moře. Během této plavby, která skončila v březnu 1996, provedli piloti pod jeho velením celkem 2 500 přistání na palubě. Apakidze běžně startoval až sedmkrát denně, protože chtěl jít ostatním pilotům příkladem.
Navzdory těmto pozoruhodným výsledkům i úsilí však od té doby intenzita letů a aktivita postupně klesaly. Jediná ruská letadlová loď vyplouvala na moře jen na dva až tři týdny ročně, což silně omezovalo možnosti výcviku, až tato aktivita zcela ustala. Počet palubních letounů tehdy nepřevyšoval 15 kusů. Díky Apakidzeho úsilí nedošlo k záměru sešrotovat letadlovou loď Admirál Kuzněcov tak jako mnoho jiných lodí v důsledku drastických škrtů v armádním rozpočtu, obzvlášť u námořnictva. V roce 1997 začal generálmajor Apakidze své podřízené učit provádět letecké manévry, známé jako Pugačovova kobra a Zvon, a tito piloti pak učili své studenty. Tato technika pilotáže se ale běžně nezavedla, protože není považována za běžně využitelnou v boji a není ani schválená příslušnými leteckými předpisy pro výcvik pilotů. Apakidze byl jedním z pouhých pěti pilotů na světě, schopných bezpečně zvládnout Pugačovovu kobru. V roce 1998 nastoupil generál Apakidze na Vojenskou akademii generálního štábu ozbrojených sil Ruské federace a v roce 2001 byl jmenován zástupcem velitele pro výcvikový program námořního letectva. Navzdory své vysoké hodnosti a funkci nikdy nepřestal létat. V době své smrti měl nalétáno přes 3 850 hodin na třinácti typech letounů a provedl 283 přistání na letadlovou loď. Za celou dobu jeho služby nedošlo pod jeho velením k úmrtí jediného pilota.

## Nehoda na leteckém dni a smrt
17. července 2001 na letecké přehlídce na památku 85. výročí ruského námořního letectva Apakidzeho Su-33 během letové ukázky havaroval. Zpočátku probíhala přehlídka zcela bez problémů, ale ve chvíli, kdy Apakidze prováděl složitý manévr, náhle ohlásil technické problémy a ze země bylo jasně patrné, že se letoun vymkl kontrole. Apakidze se navzdory několikrát opakovanému rozkazu nekatapultoval. Při snaze vyhnout se obydlenému prostoru zamířil k letišti ve snaze zachránit svůj letoun. Bohužel se dostal jen přibližně tři kilometry od dráhy. Krátce před nárazem letounu do země se Apakidze katapultoval. Při dopadu na zem však utrpěl mnohočetné zlomeniny a vnitřní zranění, následkem čehož zemřel během převozu do nemocnice. Je pochovaný na hřbitově Trojekurovskoje. Na jeho počest byly na mnoha místech v Rusku instalovány busty a plakety.

## Pocty a památníky
- 17. července 2002 (výročí úmrtí) byl otevřen památník na hřbitově Trojekurovskoje (oblast 4).
- Apakidzeho jméno nese jedna z ulic města Ostrov v Pskovské oblasti, ulice, na které bydlel za svého působení na letecké základně Severomorsk-3 v Murmanské oblasti a ulice ve vesnici Novofedorivka (bývalá posádka Saki-4, Krym).
- Je po něm pojmenovaná škola č. 57 v Murmansku.
- Na místě dopadu jeho letounu Su-33 (Pskovská oblast) byl postaven památník.
- Jeho busty jsou umístěny na Safonovově náměstí ve městě Severomorsk (Murmanská oblast) a v Aleji hrdinů ve vesnici Novofedorivka na Krymu.
- Vzpomínkové plakety jsou umístěny v Nachimovově námořní akademii v Petrohradu, Kaliningradu a na letecké základně Severomorsk-3.
- V červenci 2015 byl Apakidze na základě rozkazu ministra obrany Ruské federace zapsán na seznam stálých příslušníků Nachimovovy námořní akademie v Petrohradu.[2]

## Vyznamenání a ocenění
- Zlatá hvězda Hrdiny Ruské federace (17. srpna 1995)
- Řád za službu vlasti v ozbrojených silách Sovětského svazu 3. stupně
- Řád za osobní odvahu
- Medaile za bojovou službu
- Výroční medaile 300 let Ruského námořnictva
- Výroční medaile 60 let ozbrojených sil Sovětského svazu
- Výroční medaile 70 let ozbrojených sil Sovětského svazu
- Medaile Za vzornou službu
- Ocenění Zasloužilého letce Ruské federace